# Kurt Angle
Kurt Steven Angle (Mt. Lebanon, Pensilvania; 9 de diciembre de 1968), es un exluchador profesional estadounidense que trabajó para la promoción de lucha libre Total Nonstop Action Wrestling (TNA) desde 2006 hasta 2016. Sin embargo, gran parte de su carrera la pasó en la empresa WWE, debutando en 1999 (entonces llamada World Wrestling Federation), pero la abandonó en 2006, regresó en 2016 y teniendo su retiro en la edición WrestleMania 35 en 2019. Angle además obtuvo una medalla de oro en los Juegos Olímpicos de Atlanta 1996, en lucha olímpica masculina, dentro de la categoría de 100 kilos.
Angle es doce veces Campeón Mundial: cuatro Campeonatos de la WWE, un Campeonato Mundial Peso Pesado, un Campeonato Mundial Peso Pesado de la WCW y seis Campeonatos Mundiales Peso Pesado de la TNA. Aparte de eso, Angle tiene un reinado como Campeón Intercontinental de la WWF, uno como Campeón de los Estados Unidos de la WCW, uno como Campeón Europeo de la WWF, uno como Campeón Hardcore de la WWF, uno como Campeón en Parejas de la WWE junto a Chris Benoit, uno como Campeón de la División X de la TNA y dos reinados como Campeón Mundial en Parejas de la TNA junto a Sting y A.J. Styles, lo que le hace un Campeón de Triple Corona tanto en la WWE como en la TNA y Gran Campeón en la WWE.
Angle también fue el "Main Event" del Wrestlemania XIX.
También ganó el torneo del King of the Ring de 2000 en la WWE y en dos ocasiones, el King of the Mountain (2007, 2009). Entre WWE, TNA, y Japón, Angle ha ganado 18 campeonatos en total. En 2010, el Wrestling Observer Newsletter llamó a Angle el Luchador de la Década de 2000-2009.
En 2013, Angle fue introducido en el Salón de la Fama de la TNA, mientras que en 2017 fue introducido en el Salón de la Fama de la WWE, siendo el segundo luchador de la historia en ser introducido en el Salón de la Fama tanto de la WWE como de TNA después de Sting. Como dato curioso, fue la única persona que hizo rendir al luchador John Cena dos veces.

## Vida personal
Kurt Angle asistió a la Clarion University of Pennsylvania, graduándose con honores en educación en 1993.
Angle nació el 9 de diciembre de 1968, tiene cuatro hermanos mayores, de los cuales Eric es su gemelo y un luchador, y una hermana, Le'Anne, quien murió por sobredosis de drogas. Su padre murió por un accidente de construcción cuando Angle tenía dieciséis años, dedicándole su carrera y su autobiografía: It's True, It's True. Angle dijo en una entrevista que, tras la muerte de su padre, encontró en su entrenador, David Schultz, una figura paternal. Mientras Angle estaba entrenando, Schultz fue asesinado en enero de 1996 por John Eleuthère du Pont, el patrocinador del equipo de Schultz.
Angle se casó con Karen Smedley el 19 de diciembre de 1998, y la pareja tuvo una hija llamada Kyra el 2 de diciembre de 2002 y un hijo llamado Kody el 26 de octubre de 2006. En septiembre de 2008, fue anunciado que Karen se había divorciado de Kurt. El 22 de enero del 2011, nació la primera hija de Angle junto a su novia Giovanna Yannoti, a quien llamaron Giuliana Marie. Este nacimiento hizo que Angle, quien estaba en una gira de la TNA en Francia, Lyon, regresara a los Estados Unidos. Ambos se casaron el 20 de julio de 2012. El 1 de enero, anunció por Twitter que habían tenido a su segunda hija.

### Cargos por conducir ebrio
Kurt Angle fue arrestado en su casa por la policía de Moon Township, Pensilvania el 23 de septiembre de 2007. Los cargos por los que se le imputaron fueron de conducir bajo los efectos del alcohol. Fue denunciado por una mujer que dijo que Angle la golpeó mientras dejaba un restaurante. Los policías dijeron que Angle falló la prueba de sobriedad, pero se negó a hacerse una prueba de sangre. Los cargos por los que fue imputado fueron conducir bajo los efectos del alcohol y conducción temeraria, pero Angle los negó. El 9 de septiembre de 2008, Angle fue declarado inocente de todos los cargos que ocasionaron su arresto.
Angle volvió a ser arrestado el 4 de septiembre de 2011, por las Tropas del estado de Virginia por conducir ebrio. Fue encerrado en la Cárcel del Condado de Warren antes de pagar 2000 dólares de fianza y ser liberado a la mañana siguiente. La policía reveló que el primer examen de Angle cuando fue parado mostró una concentración de alcohol en sangre de 0,091%, lo cual era un 0,08 por encima del límite. La prueba fue rechazada cuando, tras un segundo examen en la comisaría, mostró una concentración de 0,06. El 8 de noviembre de 2011, Angle fue liberado tras pagar 1500 dólares. El 2 de agosto de 2013, volvió a ser arrestado en Decatur, Texas por conducir ebrio. Ese mismo día, informó que ingresaría en un centro de rehabilitación.

### Arresto de 2009
El 15 de agosto de 2009, la afiliada a la NBC, la WPXI, anunció que Angle había sido detenido. Su novia, Trenesha Biggers, le denunció por maltratos hacia ella. Los cargos de Angle fueron de conducción con el carnet suspendido, posesión de drogas y maltrato. En su coche se encontró Hygetropin, una hormona del crecimiento humano; pero Angle alegó que tenía prescripción médica para su uso. Más tarde, Angle dijo que la acusación de Biggers era falsa y que él la había dejado el coche para que fuera a hacer unas compras. El 15 de septiembre de 2009, un tribunal le encontró inocente, pudiendo volver a su casa.

## Carrera

### Inicios
Kurt Steven Angle, empezó como luchador amateur en la Universidad de Pensilvania, en Estados Unidos, ganando los más importantes torneos en el estilo libre amateur a nivel universitario.
Tras varios intentos para entrar al equipo olímpico de Estados Unidos, Angle demostró sus capacidades al obtener la medalla de bronce en la Copa Mundial, disputada en Moscú, Rusia, en el año 1992.
Angle obtuvo uno de sus mayores logros en su carrera amateur en el Campeonato Mundial de Chattanooga, Estados Unidos. Kurt participó en la Copa Mundial, donde obtuvo la medalla de plata, y en el Campeonato Mundial, donde obtuvo la medalla de oro.
Después de su exitoso paso por Chattanooga, Angle comenzó a entrenar entre 8 y 10 horas diarias, preparándose para los Juegos Olímpicos de Atlanta 1996, bajo el entrenamiento de Dave Schultz. Algunos meses después de iniciado el entrenamiento de Angle, Schultz fue asesinado, por lo que su entrenamiento se vio muy afectado. Además se sumó una lesión en el cuello, lo que hizo que su participación en los juegos se complicara.
En los Juegos Olímpicos de Atlanta 1996, Angle ganó su primera y única medalla olímpica, tras derrotar al luchador iraní Abbas Jadidi por decisión de los jueces, después de dos empates de 8 minutos. Casi inmediatamente después de su victoria, la WWF (actual WWE) ofreció un contrato a Angle, pero este lo rechazó.

### Extreme Championship Wrestling (1996)
El 26 de octubre de 1996, Angle fue convencido por Shane Douglas (quien era luchador de la ECW) para que firmara por la Extreme Championship Wrestling (ECW) en el evento llamado High Incident. Apareció durante el evento comentando junto a Taz y Little Guido, pero dejó el edificio después de que Raven crucificara a The Sandman por atacarle usando un alambre de espino. Angle, al ser cristiano, se sintió fuertemente ofendido y pensó que esos actos perjudicarían su carrera si le asociaban con el incidente y luchando en peleas tan violentas, trató de convencer a Paul Heyman para que no apareciera en la grabación amenazando con demandar al entonces promotor de ECW si su imagen era utilizada.

### World Wrestling Federation/ Entertainment (1998-2006)
En octubre de 1998, Kurt Angle firmó por cinco años con la World Wrestling Federation. Fue asignado al territorio de desarrollo Power Pro Wrestling en Memphis, Tennessee, donde empezó a entrenar.

#### 1999-2000
Su primera aparición en la televisión de la WWF fue el 7 de marzo de 1999 en un episodio de Sunday Night Heat, donde tomó parte en un ángulo con Tiger Ali Singh. En este ángulo Singh ofreció dinero a Angle para que se sonase la nariz con la bandera estadounidense, ante lo que Angle se enfadó y lo atacó. Su primer combate fue un "Dark Match" en donde derrotó a Brian Christopher el 11 de abril de 1999. Los siguientes meses, peleó en House Shows y en otros "Dark Matches" preparándose para su debut televisivo.
El gimmick de Angle era el de un "héroe americano" basado en su victoria por la medalla de oro en los Juegos Olímpicos de 1996. En sus promos, Angle se presentaba como un modelo a seguir y predicaba la necesidad de trabajar duro para hacer realidad sus sueños. Sin embargo, a pesar de abogar por principios que son frecuentemente asociados con luchadores técnicos, el personaje de Angle era arrogante, trataba de forma grosera al público y se creía mejor que los fanes, tomando su postura como villano.
Tras esto, Angle hizo su debut televisivo el 14 de noviembre de 1999 en Survivor Series, derrotando a Shawn Stasiak, ganando un gran push. Posterior a su debut se mantuvo invicto durante varias semanas, logrando ganar en su segundo combate en un PPV a Steve Blackman en Armageddon. perdiendo finalmente contra Tazz en Royal Rumble, que debutaba contra él. Tras esto, Angle ganó sus primeros títulos en la WWF cuando el 8 de febrero derrotó a Val Venis y el 27 de febrero en No Way Out a Chris Jericho, ganando el Campeonato Europeo de la WWF y el Campeonato Intercontinental de la WWF respectivamente, nombrándose como "Campeón Eurocontinental". En WrestleMania 2000, perdió ambos campeonatos frente a Chris Benoit y Chris Jericho, en una lucha en la cual, el primero que realizara una cuenta ganaría el Intercontinental (Benoit) y el segundo, el Europeo (Jericho). Desde ese entonces, Angle tuvo cortos feudos con Big Show y Benoit, siendo derrotado por Show en Backlash, pero venciendo a Benoit en Insurrextion.
Posteriormente, hizo equipo con Edge & Christian, formando el Team ECK y tuvieron un feudo con Too Cool (Rikishi, Grand Master Sexay & Scotty 2 Hotty), siendo derrotados por ellos en Judgment Day. El feudo terminó en King of the Ring cuando Kurt derrotó al miembro de Too Cool Rikishi, ganando el torneo. En el mismo evento venció a Chris Jericho y a Crash Holly en cuartos de final y en la semifinal respectivamente. Luego tuvo un corto feudo con The Undertaker, siendo derrotado por él en Fully Loaded.
Tras esto, empezó un feudo con Triple H tras haber un triángulo amoroso entre ellos dos y Stephanie. En SummerSlam se enfrentó a Triple H y The Rock por el Campeonato de la WWF, pero Rock ganó el combate. En ese combate Triple H noqueó a Kurt Angle haciéndole el Pedigree en la mesa de comentarios. Angle y Triple H continuaron su feudo, acabando con la victoria de Triple H en Unforgiven 2000 tras la interferencia de Stephanie McMahon en un No Disqualification Match con Mick Foley de árbitro especial. Sin embargo el 2 de octubre en RAW, Angle derrotó a Triple H ganando una oportunidad al Campeonato de la WWF y así mismo, Angle comenzó una alianza con Stephanie McMahon, la cual solo duró hasta No Mercy. Con esto, Kurt ganó otro push y derrotó a The Rock en No Mercy, ganando el Campeonato de la WWF. Esto coronó un año de novato que es considerado con mucho el mejor en la historia de la WWE y de la lucha libre en general. Retuvo el título durante el resto del año ante The Undertaker en Survivor Series (con ayuda de su hermano Eric), en Rebellion frente a Rikishi, Steve Austin y The Rock (gracias a la interferencia de The Radicalz y Edge & Christian), y en un Armageddon Hell in a Cell frente a Rikishi, Austin, Rock, Undertaker y Triple H en Armageddon.

#### 2001

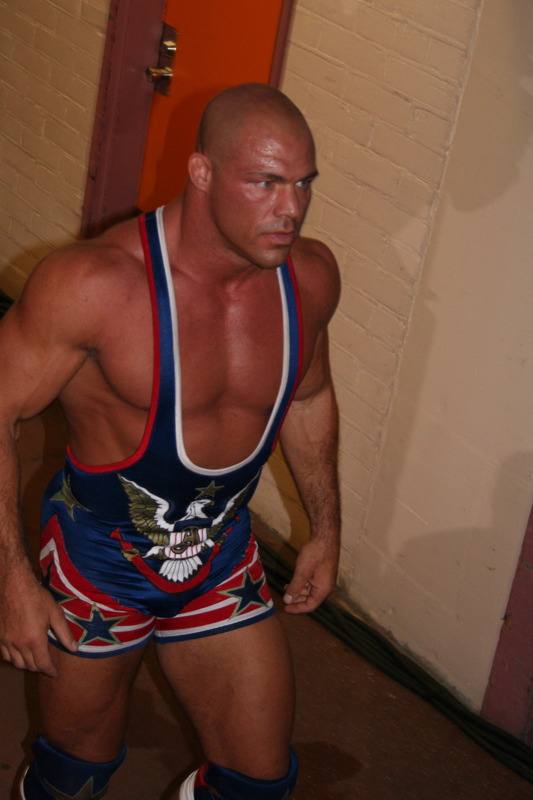
Durante casi toda su carrera en la WWE, Angle fue promocionado como el héroe americano por su victoria en los JJ. OO.

En la Royal Rumble defendió su título con éxito frente a Triple H, derrotándolo cuando Steve Austin le golpeara con el cinturón. Su reinado como campeón llegó a su fin en No Way Out, donde fue derrotado ante The Rock el 25 de febrero de 2001.
Posteriormente entró en un feudo con Chris Benoit, a quién derrotó en WrestleMania X-Seven, pero Benoit logró derrotarlo en Backlash en una Ultimate Submission Match de 30 minutos y en Insurrextion al mejor de 3 caídas. Finalmente, tras estas dos derrotas, en Judgment Day consiguió derrotar a Benoit en un 2-out of-3-falls Match.
Tras esto perdió ante Kane en RAW el 21 de mayo en una lucha por el Campeonato Intercontinental y en King of the Ring, logró llegar a la final derrotando a Hardcore Holly el 7 de junio, a Jeff Hardy el 18 de junio y en el evento a Christian, pero ese mismo día perdió en la final ante Edge. En ese mismo PPV luchó contra Shane McMahon en una Street Fight ganando Angle.
Luego, Angle cambió a Face tras aliarse junto al Campeón de la WWF Steve Austin para impedir el dominio de The Alliance (luchadores de ECW y WCW). En el evento Invasion, Angle y Austin capitanearon el equipo de cinco luchadores de la WWF contra otras cinco de la La Alianza. El Equipo WWF (Angle, Austin, Chris Jericho & Brothers of Destruction (The Undertaker & Kane) perdió ante la Alianza (Booker T, Diamond Dallas Page, Rhyno & The Dudley Boyz (Bubba Ray & D-Von)) cuando Austin los traicionó y se unió al otro equipo. Más tarde derrotó a Booker T y consiguió el Campeonato de la WCW el 26 de julio, pero lo perdió ante el excampeón el 30 de julio. Posteriormente derrotó a Steve Austin en SummerSlam por descalificación, lo que no le permitió ganar el Campeonato de la WWF. El 30 de agosto Austin apareció en SmackDown,agrediendo a Angle y arrojando sus medallas de oro desde el puente de pearl street en Grand Rapids. Tras esto Angle estuvo acosando a Austin hasta que este le diese la revancha en Unforgiven. El 10 de septiembre en Raw is War venció a Rob Van Dam (miembro de The Alliance) ganando el Campeonato Hardcore de la WWF, pero lo perdió segundos después frente a RVD tras interferencia de Austin. Finalmente Angle derrotó a Austin en Unforgiven y le ganó el Campeonato de la WWF. Sin embargo el 8 de octubre en RAW perdió el Título frente a Steve Austin. Angle tuvo su revancha por el Campeonato de la WWF en No Mercy en una lucha que incluía también a Rob Van Dam, reteniendo Steve Austin. El 22 de octubre logró ganar el Campeonato de los Estados Unidos de la WCW tras vencer a Rhyno. Después el 29 de octubre se unió al bando rival, entrando en feudo con Chris Jericho,Cambiando a Heel más tarde el feudo acabó en Rebellion en una pelea por el Campeonato de la WCW, perdiendo Angle. El 12 de noviembre perdió su Campeonato de los Estados Unidos de la WCW frente a Edge tras interferencia de Kane. En Survivor Series, el Team WWF (The Rock, Chris Jericho, The Undertaker, Kane & Big Show) se enfrentó a The Alliance (Angle, Austin, Booker T, Rob Van Dam & Shane McMahon) en donde el ganador adquiría la empresa del perdedor. Angle fue eliminado por The Rock; aunque después traicionó a The Alliance golpeando con el Campeonato de la WWF en la cabeza a Austin, permitiendo a The Rock aplicarle un "Rock Bottom" y dándole la victoria definitiva al Team WWF, cambiando a "face"
Finalmente, en Vengeance fue derrotado por Steve Austin, perdiendo la oportunidad de ganar el Campeonato de la WWF.

#### 2002
En la Royal Rumble de 2002, participó en la Royal Rumble Match, siendo eliminado por Triple H (quien regresaba de una lesión) en último lugar y dando la victoria a su rival. Tras esto empezó un feudo con Triple H, cambiando a "heel", a raíz de esta descalificación, luchando contra él en No Way Out en una lucha con Stephanie McMahon como árbitro especial, ganándole y consiguiendo el derecho a una lucha por el Campeonato Indiscutido en WrestleMania X8, pero no luchó por el campeonato en WrestleMania. Sin embargo, inició un feudo con Kane ya que Angle le eliminó del Royal Rumble Match, enfrentándose ambos en WrestleMania X8 con victoria para Angle. El 25 de marzo en la edición de RAW, durante la cual se realizó el Draft, Angle fue enviado a la marca SmackDown!.
Tras esto, comenzó un feudo con Edge, el cual durante el feudo insistó a los aficionados a cantar "You Suck!" cada vez que Angle entraba al ring con su música y esos cantos siguieron durante el resto de su carrera. Angle luchó en Backlash contra Edge, logrando derrotarlo. El feudo con Edge terminó en Judgment Day donde perdió su cabello en un Hair vs. Hair Match. Tras esto, empezó a llevar peluca y a insultar a las personas calvas, lo que enfureció a Hulk Hogan, empezando otro feudo después de que Hogan le quitara su peluca. En King of the Ring Angle le derrotó por sumisión, siendo la primera vez que Hogan perdía por sumisión en la WWF. Tras esto, dejó de usar peluca y propuso un reto abierto en la siguiente semana, luchando contra el debutante John Cena, ganando. El 4 de julio en SmackDown!, Angle se enfrentó a Undertaker por el Campeonato Indiscutido, pero el combate quedó en empate luego que mientras Undertaker forzó a rendir a Angle con el "Triangle Chokehold", Undertaker tenía su espalda sobre el ring siendo cubierto al mismo tiempo que Angle se rendía.
En Vengeance, luchó contra The Undertaker y The Rock por el Campeonato Indiscutido y en SummerSlam luchó contra Rey Mysterio, obteniendo una derrota frente a Rock y una victoria sobre Mysterio, respectivamente.
Luego comenzó un feudo con Chris Benoit, siendo derrotado por él en Unforgiven. Angle logró ser el cuarto Gran Campeón cuando ganó el Campeonato en Parejas de la WWE con Benoit en No Mercy al vencer a Edge & Rey Mysterio. Tras perder los títulos ante Edge y Rey Mysterio el 7 de noviembre en SmackDown!, los intentaron recuperar en Survivor Series frente Edge & Rey Mysterio y Los Guerreros en una Triple Threat a eliminación, perdiendo ante Eddie Guerrero & Chavo.
Finalmente en Armageddon ganó su tercer Campeonato de la WWE tras derrotar a The Big Show con la ayuda de Brock Lesnar. Tras esto el 26 de diciembre se alió con Paul Heyman y con Shelton Benjamin & Charlie Haas, formando el Team Angle.

#### 2003

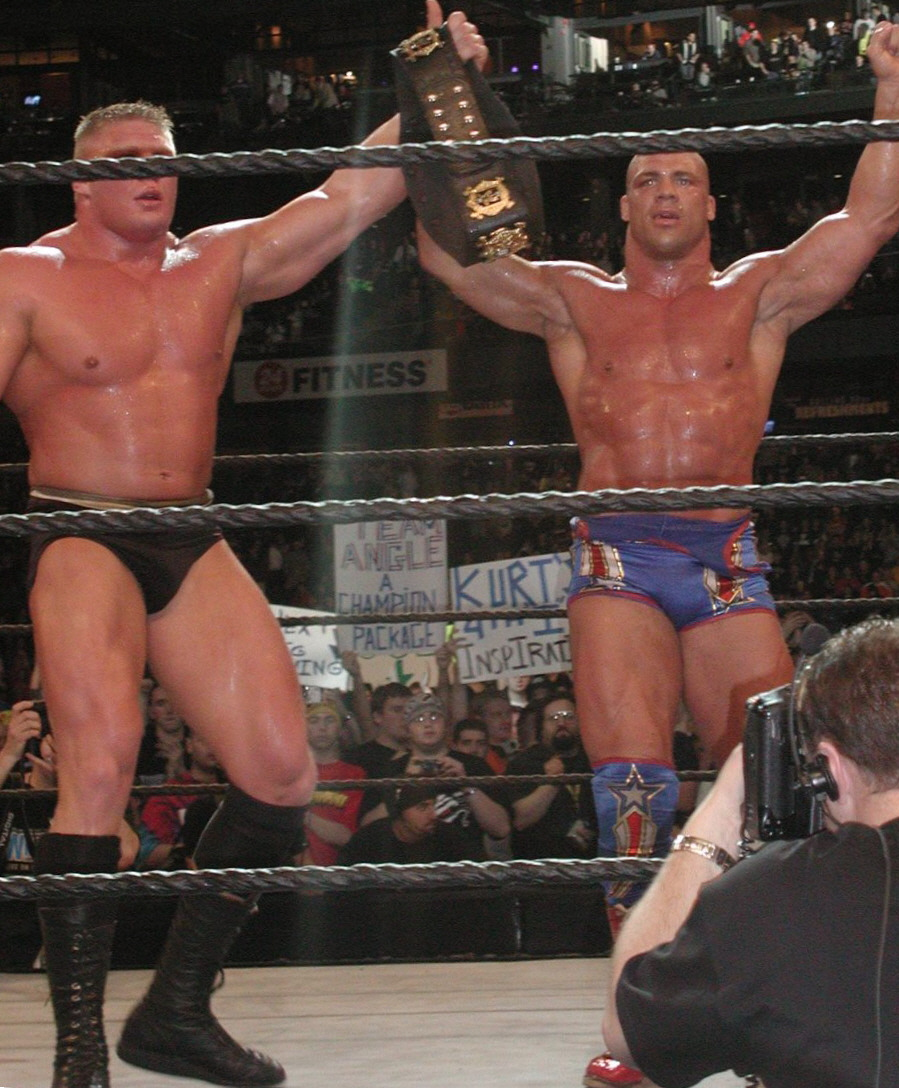
Kurt Angle con Brock Lesnar en WrestleMania XIX.

En el Royal Rumble defendió su título con éxito frente a Chris Benoit, pero empezó un feudo con Brock Lesnar (ganador de la Royal Rumble de ese año) después de que Lesnar dijera que era la mejor superestrella de SmackDown!. Lucharon en No Way Out en una pelea por equipos; Lesnar junto a Benoit y Angle junto a Shelton Benjamin y Charlie Haas, combate que perdieron y en WrestleMania XIX, Angle perdió el campeonato ante Lesnar.
El 11 de abril de 2003, Angle necesitó cirugía por una lesión en el cuello, lo que le retiró de los cuadriláteros durante 3 meses.
Tras volver el 5 de junio, la semana siguiente cambió a Face tras confrontar a Shelton Benjamin & Charlie Haas y como resultado, acabar el Team Angle. Luego Kurt derrotó a Brock Lesnar y Big Show en Vengeance 2003, consiguiendo de nuevo el Campeonato de la WWE. Durante ese tiempo tuvo una amistad con Lesnar, pero el 7 de agosto fue atacado por Lesnar mientras Angle era árbitro especial en una Steel Cage Match entre Lesnar y Vince McMahon, cambiando Lesnar a Heel y comenzando ambos un feudo. Después luchó contra Lesnar en la revancha en SummerSlam 2003, derrotándole y manteniendo el título. Pero el 18 de septiembre SmackDown!, Angle fue derrotado por Lesnar en un Iron Man Match, perdiendo el Campeonato de la WWE Tras esto, comenzó un feudo con John Cena, derrotándolo por rendición en No Mercy. Además en Survivor Series 2003 Angle capitaneó a su equipo (Angle, Chris Benoit, John Cena, Hardcore Holly & Bradshaw) enfrentando al Team Lesnar (Brock Lesnar, Big Show, A-Train, Matt Morgan &Nathan Jones) en una lucha por equipos de eliminación, ganando el equipo de Angle a pesar de ser eliminado por Lesnar.

#### 2004

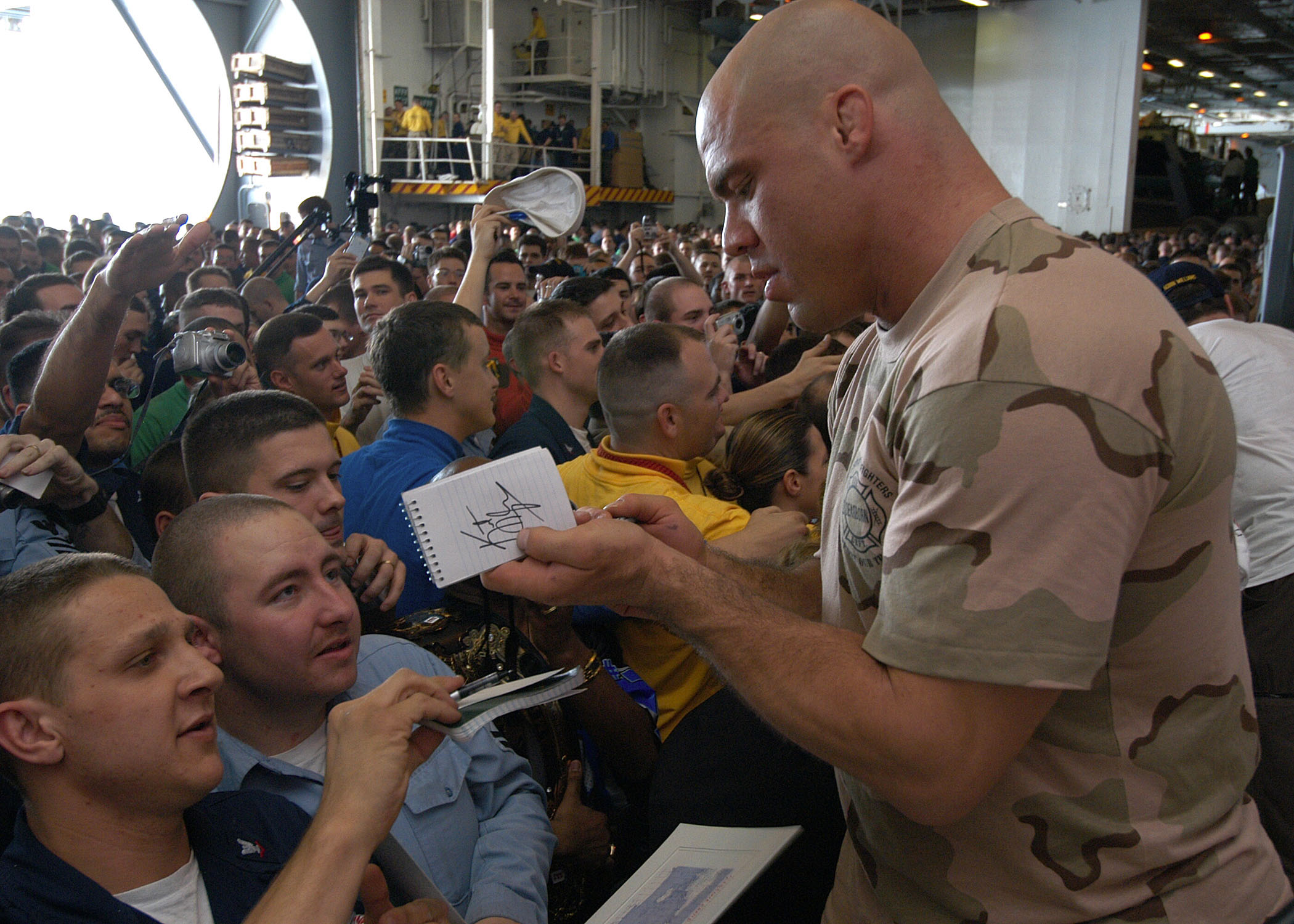
El patriotismo que tiene el personaje de Angle hace que sea muy popular entre los militares estadounidenses.

Angle participó en el Royal Rumble, donde entró N°19 y fue el penúltimo eliminado por Big Show. Durante ese tiempo, fue amigo de Eddie Guerrero durante el feudo de este con su sobrino Chavo Guerrero. Sin embargo, Angle comenzó un feudo con Eddie luego que a él le nombraran y no a Angle contendiente al Campeonato de la WWE, cambiando a Heel. Debido a esto, en No Way Out, Angle se enfrentó a John Cena y a The Big Show, para definir al retador N.º 1 por el Campeonato de la WWE en WrestleMania XX. La lucha la ganó Angle, por lo que en WrestleMania XX se enfrentó a Eddie Guerrero por el Campeonato de la WWE, pero no salió victorioso.
Kurt sufrió una lesión en el cuello que lo mantuvo fuera del ring como luchador (su ausencia en el ring le fue atribuida al ser víctima de un "Chokeslam" de Big Show desde una alta plataforma), pero fue nombrado General Manager de SmackDown!. Durante los siguientes meses adoptó como asistente a Luther Reigns, mantuvo rivalidades con Charlie Haas y John Cena e inició un feudo con Eddie Guerrero, costándole el Campeonato de la WWE a Eddie en The Great American Bash frente a John "Bradshaw" Layfield. En la revancha en SmackDown! de Eddie contra JBL en un Steel Cage Match, Angle nuevamente intervino ayudando a JBL a ganar. Sin embargo, Angle fue despedido de su cargo como General Manager por Vince McMahon luego de que este descubriera que Angle estaba fingiendo el estado de su lesión. Angle derrotó a Eddie en SummerSlam, tras obligarlo a rendirse con el "Angle Lock". En la revancha en SmackDown! frente a Eddie en un Lumberjack Match, Big Show hizo su regreso atacando a ellos y a los leñadores. Debido a esto, Angle se vengó de Show rapándole la cabeza a Show con ayuda de Reigns y Mark Jindrak. Esto derivó a un combate contra Show en No Mercy, donde fue derrotado. Su feudo con Guerrero llegó a su fin cuando en Survivor Series el equipo de Eddie Guerrero (Guerrero, The Big Show, Rob Van Dam y John Cena) derrotó al equipo de Kurt Angle (Angle, Carlito, Luther Reigns y Mark Jindrak).
Angle mantuvo su feudo con The Big Show, quien derrotó a Angle, Reings y Jindrak en una Lucha en Desventaja 3 contra 1 en Armageddon. En ese mismo evento, Angle derrotó a un individuo vestido de Papá Noel en 25 segundos.

#### 2005

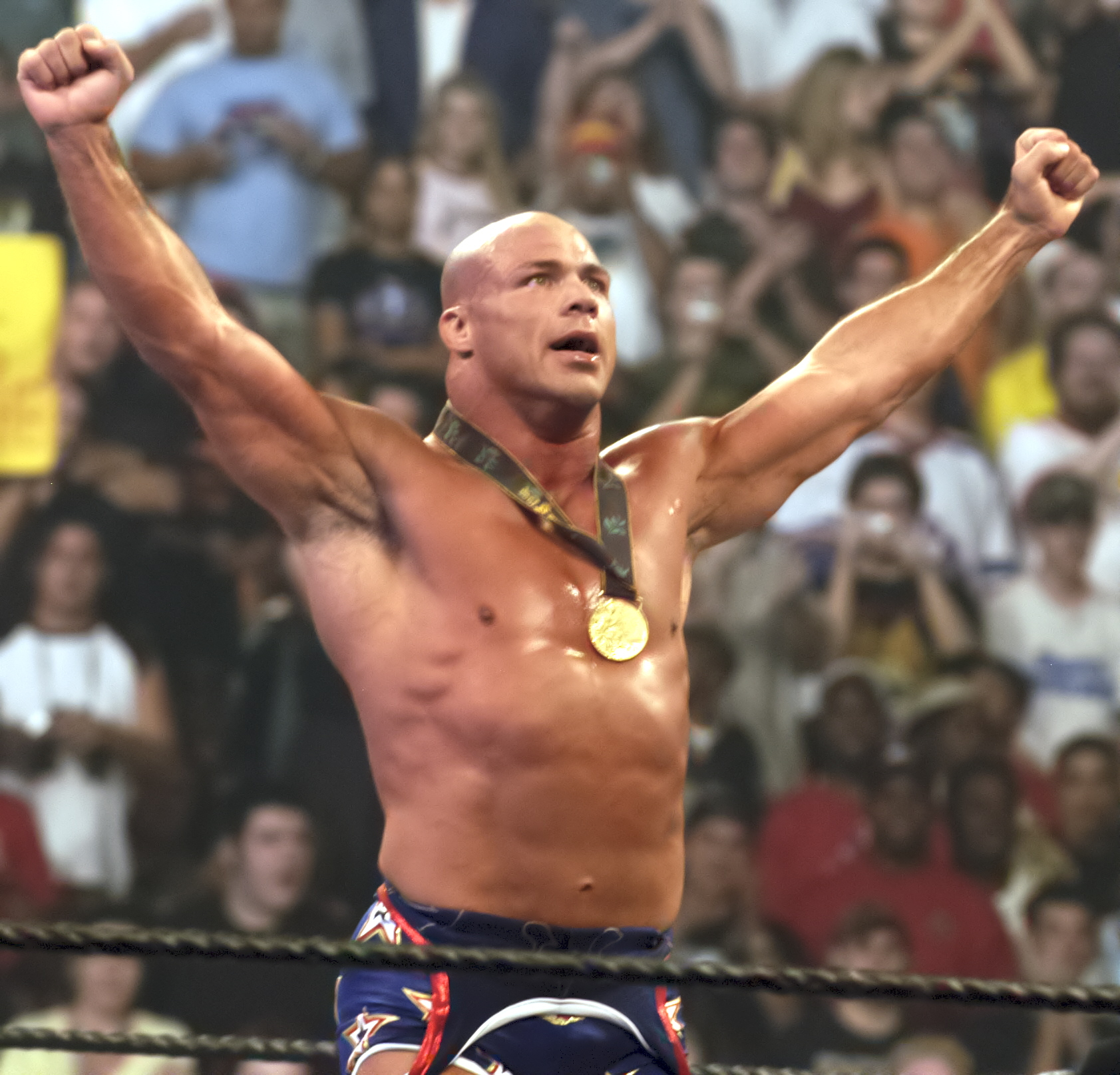
A pesar de no ser un campeonato, Angle ha puesto en juego su medalla en varias ocasiones. En la foto, Angle en SummerSlam 2005, tras recuperarla de Eugene.

Kurt enfrentó en el evento Royal Rumble a JBL y a Big Show en una Triple Threat Match por el Campeonato de la WWE, pero no logró obtener la victoria. En el mismo evento, Angle nuevamente ingresó al Royal Rumble, donde fue eliminado por Shawn Michaels. Después de ser eliminado, Kurt reingresó al ring para eliminar a Michaels. Esta acción llevó a un feudo entre ambos, el cual incluyó un combate en WrestleMania 21, donde después de casi 30 minutos Angle forzó a Michaels a rendirse con el "Angle Lock". Antes de ese combate, en No Way Out, Kurt fue derrotado por John Cena en un combate por una oportunidad al Campeonato de la WWE. En Judgment Day, Kurt Angle se enfrentó a Booker T, en donde fue derrotado.
En junio, Angle fue transferido a RAW en donde reinició su feudo con Shawn Michaels, con quien se enfrentó en Vengeance, y nuevamente, después de casi 30 minutos de combate, Michaels cubrió a Kurt después de una "Sweet Chin Music". Luego tuvo un pequeño feudo con Ric Flair derrotándole en RAW. Angle comenzó a apostar su medalla olímpica en cada uno de sus combates, apostando que nadie duraría más de 3 minutos con él, por lo que al perder contra Eugene, Angle perdió el control de su medalla. En SummerSlam, Kurt derrotó a Eugene, recuperando su medalla olímpica, en una lucha sin tiempo límite que Angle ganó en poco más de 3 minutos.
Angle inició un nuevo feudo con John Cena, a quien se enfrentó en Unforgiven, con triunfo por descalificación para Kurt. Angle tuvo su revancha en Taboo Tuesday, frente a Shawn Michaels y John Cena, pero Cena logró ganar el combate. Finalmente, en Survivor Series, Cena derrotó a Angle reteniendo el Campeonato de la WWE.

#### 2006

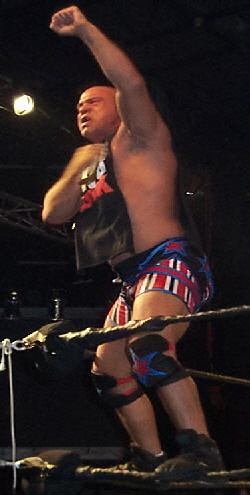
Angle fue una de las dos estrellas traspadasas a la ECW, marcando su último tramo en la WWE.

Kurt Angle participó en la Elimination Chamber de New Year's Revolution, por el Campeonato de la WWE, pero fue el primer eliminado. En la edición del 13 de enero de SmackDown!, Angle fue un participante sorpresa en la Batalla Real por el Campeonato Mundial Peso Pesado en donde llegó hasta el final y eliminando a Mark Henry, logró ganar el combate y coronarse campeón, cambiando a Face. En el Royal Rumble, Mark Henry intentó quitarle el campeonato, pero Angle le ganó. Después de esa lucha, The Undertaker regresó y retó a Angle a una lucha por el campeonato.
En No Way Out, The Undertaker se enfrentó a Angle, en una lucha donde el último retuvo el Campeonato Mundial Peso Pesado. Luego, fue pactada una lucha por el Campeonato Mundial entre Angle, Randy Orton y Rey Mysterio en WrestleMania 22, combate donde Mysterio logró ganar el Campeonato Mundial Peso Pesado, tras cubrir a Orton.
Tras perder el Campeonato Mundial, Angle ingresó al Rey del Ring. Tras derrotar a Randy Orton en la primera ronda, fue "lesionado" por Mark Henry, lo que no le permitió continuar en dicho torneo. Angle cobró revancha en Judgment Day, donde a pesar de perder por cuenta fuera, aplicó varios sillazos a Henry y posteriormente le quebró una mesa.
Kurt Angle fue traspasado a la ECW, y en One Night Stand, se enfrentó y derrotó a Randy Orton. Randy tuvo revancha en Vengeance, donde derrotó a Angle.
El 25 de agosto, la WWE aceptó el retiro de Angle de la compañía, alegando tener "problemas personales" por lo que dejaba la empresa.

### New Japan Pro-Wrestling (2007-2008)
El 18 de febrero de 2007, Angle debutó en la New Japan Pro-Wrestling, formando equipo con Yuji Nagata para derrotar a Travis Tomko y Giant Bernard.
Angle derrotó a Brock Lesnar el 29 de junio de 2007, ganando el Campeonato Mundial Peso Pesado de la IWGP tras hacerlo rendir con el "Ankle Lock". El 19 de diciembre de 2007, Angle retuvo exitosamente el campeonato frente a Kendo Kashin.
El 4 de enero de 2008, Angle nuevamente retuvo el campeonato, esta vez frente a Yuji Nagata, tras hacerlo rendir con el "Ankle Lock". El 17 de febrero de 2008, Kurt perdió el Campeonato Mundial Peso Pesado de la IWGP frente a Shinsuke Nakamura en una lucha de unificación, la cual terminó con la carrera de Angle en Japón.

### Total Nonstop Action Wrestling (2006-2015)

#### 2006

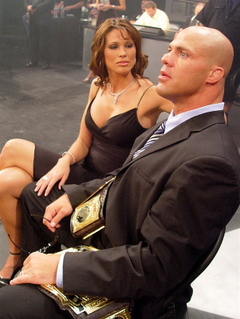
Al poco de llegar a TNA, la empresa le promocionó como un gran Main Eventer, conquistando en un mes todos los títulos.

Kurt Angle firmó un contrato con la Total Nonstop Action Wrestling (TNA), solo un par de semanas después de salir de la WWE. Cuando el PPV de la TNA, No Surrender, llegaba a su fin, el presidente de la TNA, Jim Cornette, anunció que Angle había firmado un contrato con la empresa.
Angle debutó el 19 de octubre, encarando a Samoa Joe. Para el evento Bound for Glory, Kurt fue el árbitro hacia el final de la pelea entre Sting y Jeff Jarrett. El 16 de noviembre se produjo el debut en el ring de Angle, derrotando a Abyss, pero fue atacado por Samoa Joe después de la lucha. En Genesis, Joe fue derrotado por Angle, terminando con su invicto de casi 18 meses. La revancha tuvo lugar en Turning Point, donde Joe hizo rendir a Angle.

#### 2007
El feudo entre Joe y Angle culminó en Final Resolution, donde Kurt derrotó a Joe en un Iron Man Match, por 3-2, ganando una oportunidad por el Campeonato Peso Pesado de la NWA en Against All Odds. En ese evento, Angle fue derrotado por Christian Cage, debido a una interferencia de Scott Steiner y Tomko. Steiner fue derrotado por Angle en Destination X, después de un "Super Sunset Flip".
Kurt Angle fue elegido para capitanear un equipo en el clásico Lethal Lockdown, en el evento Lockdown. El Team Angle (Angle, Samoa Joe, Rhino, Sting y Jeff Jarrett) derrotó al Team Cage (Christian Cage, A.J. Styles, Scott Steiner, Abyss y Tomko) (c/ James Mitchell), con Sting logrando el conteo de 3. Debido al triunfo de su equipo, Angle y Sting obtuvieron una oportunidad frente a Cage por el Campeonato Mundial de la TNA en Sacrifice, lucha que ganó Angle, pero debido al controversial final de la lucha, le quitaron el campeonato y su reinado nunca fue reconocido.

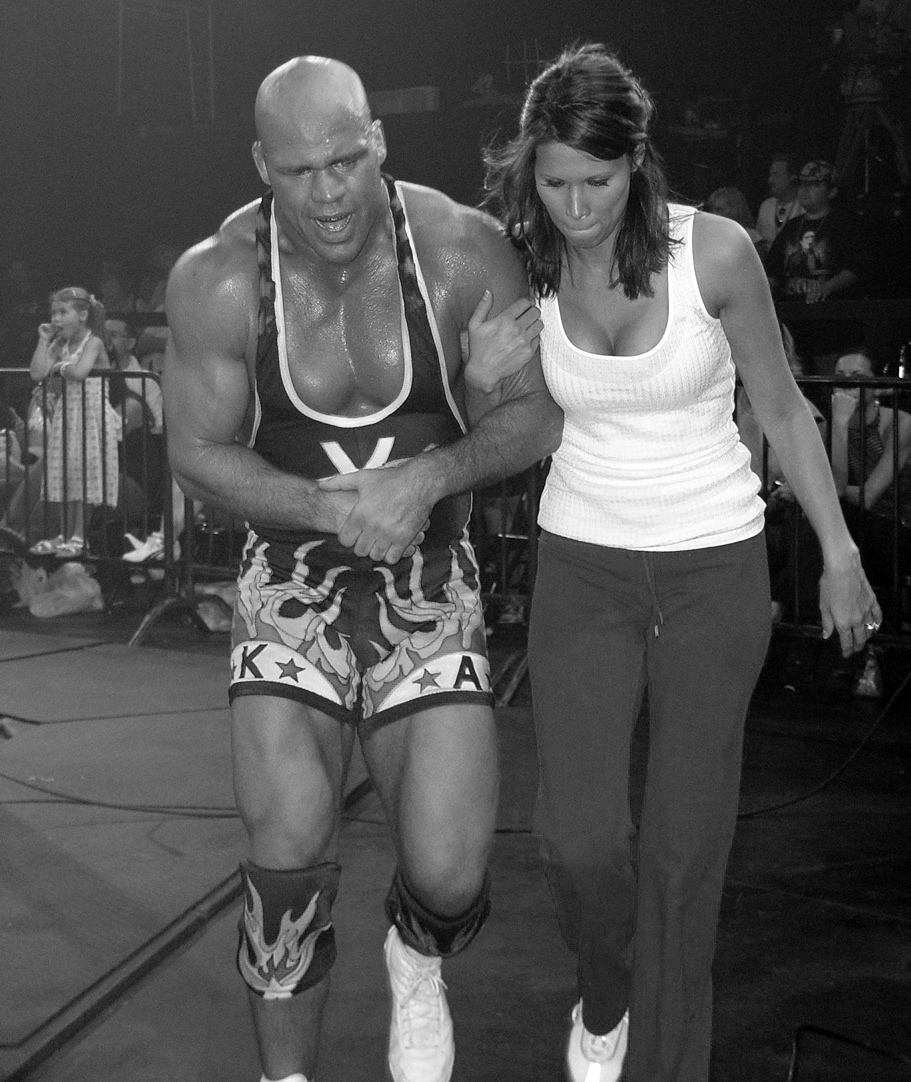
Kurt Angle junto a su exesposa.

En Slammiversary, Kurt Angle derrotó a Samoa Joe, A.J. Styles, Christian Cage y Chris Harris, transformándose en el primer Campeón Mundial Peso Pesado de la TNA. En Victory Road, Angle formó equipo con el Campeón de la División X Samoa Joe, para enfrentarse a los Campeones Mundiales en Parejas de la TNA, Team 3D. Joe logró el conteo de 3, ganando los campeonatos en parejas. Después de este evento, Angle poseía los Campeonatos Mundiales Peso Pesado de la TNA y de la IWGP y Joe el Campeonato de la División X y los Campeonatos Mundiales en Parejas de la TNA, por lo que Joe retó a Angle a una lucha con todos los campeonatos en juego para TNA Hard Justice. Kurt Angle ganó la lucha, obteniendo el control de todos los campeonatos de la TNA, y transformándose en el segundo Campeón Triple Corona de la TNA.
En TNA No Surrender, Angle debió defender todos los campeonatos. Perdió el Campeonato Mundial en Parejas de la TNA (que poseía con Sting) frente al Team Pacman (Ron Killings y Adam Jones); perdió el Campeonato de la División X frente a Jay Lethal; y retuvo el Campeonato Mundial Peso Pesado de la TNA frente a Abyss. Angle perdió el Campeonato Mundial Peso Pesado de la TNA frente a Sting en Bound for Glory.
El 16 de octubre, dos días después de perder el campeonato, Angle derrota a Sting, ganando nuevamente el Campeonato Mundial Peso Pesado de la TNA. En Genesis, Angle y Kevin Nash derrotaron a Sting y Booker T, reteniendo el campeonato.
En las siguientes semanas se formó la Angle Alliance, un equipo formado por A.J. Styles, Tomko y Angle, después de que los dos primeros abandonaran la Christian's Coallition, en ese tiempo A.J. Styles intentó que ambos grupos se unieran, y de hecho se unieron durante una edición de iMPACT!, pero debido al odio entre Kurt y Christian Cage esa unión solo duró media hora y A.J. Styles tuvo que elegir un equipo. En Turning Point, Samoa Joe, Kevin Nash y Eric Young derrotaron a Angle, Styles y Tomko

#### 2008-2009

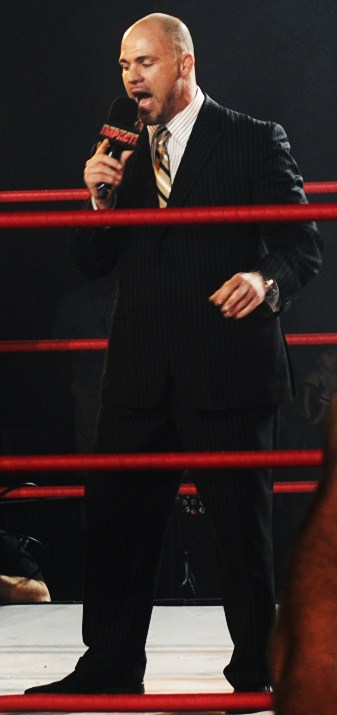
Su estatus de Campeón Mundial le valió para nombrarse líder de The Main Event Mafia.

Angle inició el 2008 con una defensa del Campeonato Mundial Peso Pesado de la TNA frente a Christian Cage, en Final Resolution, de la cual salió victorioso gracias a la ayuda de A.J. Styles, que finalmente eligió a The Angle Alliance como grupo. Cage tuvo su revancha en Against All Odds, en donde nuevamente ganó Angle, esta vez gracias a la ayuda de Tomko.
En Destination X, Samoa Joe, Kevin Nash y Christian Cage derrotaron a The Angle Alliance (Kurt Angle, A.J. Styles y Tomko), después de que Joe forzara a Tomko a rendirse. En Lockdown, fue derrotado por Samoa Joe, perdiendo el Campeonato Mundial Peso Pesado de la TNA. Angle sufrió una lesión en su lucha por Japón, la cual lo marginó de luchar en su revancha por el campeonato en Sacrifice.
Angle entró en un feudo con A.J. Styles, en el cual se alegaba una infidelidad de Karen Angle con Styles. En Slammiversary, Kurt fue derrotado por Styles después de una distracción por parte de Karen. Team 3D se unió a Angle para enfrentarse a Styles, Christian Cage y Rhino en Victory Road, en donde el equipo de Angle salió victorioso. Finalmente en Hard Justice, fue derrotado por Styles en un Last Man Standing Match, en donde sufrió una (kayfabe) lesión en su cuello.
Luego Angle perdió dos combates con Styles, perdiendo su medalla olímpica en dichos combates. Ambas derrotas fueron producidas por la intervención de Jeff Jarrett.

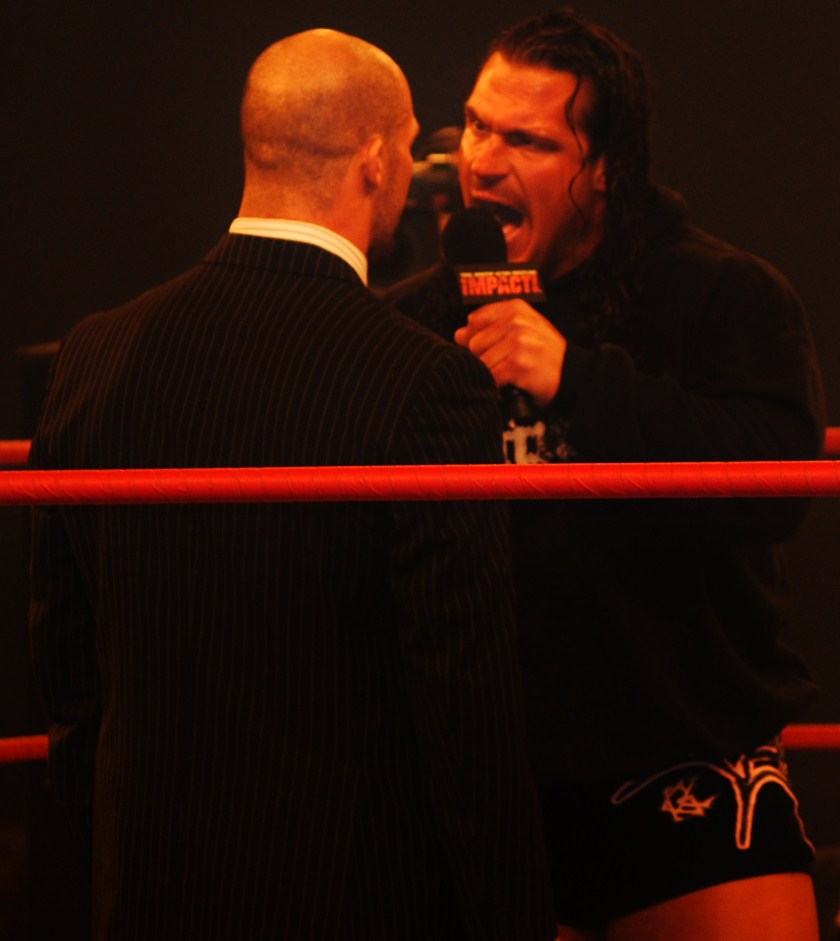
Su puesto como líder de stable le hizo tener en 2009 varios feudos con los miembros de The Frontline, como Rhino.

En No Surrender, fue derrotado por Samoa Joe en una lucha por el Campeonato Mundial Peso Pesado de la TNA, donde también participó Christian Cage. Angle perdió la lucha, una vez más por la intervención de Jeff Jarrett. Finalmente, en Bound for Glory IV, Jeff Jarrett derrotó a Angle en una lucha donde Mick Foley hizo el conteo de 3.
Posteriormente creó The Main Event Mafia y derrotó a Abyss en Turning Point. Más tarde, en Final Resolution derrotó a Rhyno, obteniendo un combate contra Jeff Jarrett en Genesis 2009, el cual ganó. Obtuvo una oportunidad por el Campeonato Mundial Peso Pesado de la TNA frente a Sting y ambos miembros del Team 3D en Against All Odds, pero no logró ganar la lucha. Luego volvió a ser derrotado por Sting en una lucha por el campeonato, esta vez en Destination X.
En Lockdown, el Team Jarrett (Jeff Jarrett, Samoa Joe, A.J. Styles & Christopher Daniels) derrotó al Team Angle (Angle, Booker T, Scott Steiner & Kevin Nash) en un Lethal Lockdown match. Luego entró en un feudo con el Campeón Mundial Peso Pesado Mick Foley, anunciando en TNA iMPACT! que en Sacrifice se enfrentaría a él y a Jeff Jarrett y Sting, apostando su liderazgo del Main Event Mafia. En el evento, Angle perdió frente Sting, perdiendo el liderazgo de The Main Event Mafia. En Slammiversary se convirtió en Campeón Mundial Peso Pesado de TNA al ganar a AJ Styles, Samoa Joe, Jeff Jarrett y al campeón Mick Foley en el King of the Mountain match. En Hard Justice retuvo su título frente a Matt Morgan y Sting, pero en No Surrender lo perdió ante AJ Styles en una lucha donde también participaron Hernández, Sting y Matt Morgan. Terminó su feudo con Morgan en Bound for Glory, ganando Angle.
Después de Bound for Glory, al ver el talento de los jóvenes luchadores como Styles o Morgan, cambió a face, dejando The Main Event Mafia. Sin embargo, empezó un feudo con el debutante Desmond Wolfe, peleando ambos en Turning Point, ganando Angle la lucha. Tras esto, Angle participó en un torneo para nombrar al nuevo contendiente número uno para el Campeonato Mundial Peso Pesado, derrotando a D'Angelo Dinero en la primera ronda, pero perdiendo en la segunda ante Robert Roode por la interferencia de Wolfe, intensificando su feudo con Wolfe. Finalmente, los dos se enfrentaron en Final Resolution en un "Three Degrees of Pain match", la cual ganó Angle.

#### 2010
En el iMPACT del 4 de enero de 2010 se le ofreció una oportunidad por el Campeonato Mundial Peso Pesado de la TNA ante AJ Styles, pero fue derrotado. Sin embargo, se le concedió una revancha en Genesis en la cual, si perdía Angle, no podría luchar más por el título en 2010 mientras Styles fuera campeón, pero fue derrotado de nuevo por la interferencia de Ric Flair, que ayudó a Styles.Sin embargo, el 21 de enero, Hulk Hogan le concedió otra oportunidad al perder por la interferencia de Flair, por lo que ese día volvió a enfrentarse a Styles, siendo derrotado otra vez, ya que, mientras Styles le aplicaba su "Ankle Lock", el árbitro Earl Hebner hizo sonar la campana, como si Angle se hubiera rendido, emulando a Traición de Montreal. Tras esto, el 4 de febrero de 2010 en iMPACT! derrotó a Tomko, clasificándose para un torneo por ser el contendiente número uno al Campeonato Mundial Peso Pesado de la TNA, pero en Against All Odds fue derrotado en los cuartos de final por Mr. Anderson entrando en feudo con este último, derrotándole en Destination X y en Lockdown. Tras esto, se tomó un tiempo libre de la lucha libre profesional para recuperarse de viejas lesiones. Angle hizo su regreso el 19 de mayo en iMAPCT!, atacando a Matt Morgan.

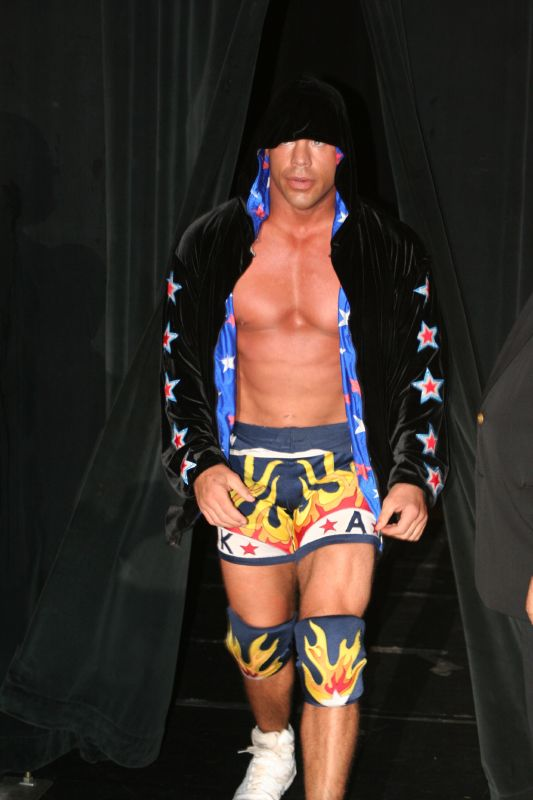
Kurt Angle en TNA

A su vuelta, empezó a luchar contra los luchadores de TNA Top Ten Ranking System, intentando llegar al número uno. En Slammiversary VIII derrotó al número 10, Kazarian y la semana siguiente, en iMPACT!, al número 9, Desmond Wolfe. Tras esto, derrotó al número 8, D'Angelo Dinero en Victory Road, al número 6, Hernández el 22 de julio y al número 4, AJ Styles, el 12 de agosto. Luego pasó a formar parte de un torneo para definir al nuevo Campeón Mundial Peso Pesado de la TNA, derrotando a Douglas Williams el 19 de agosto. Sin embargo, en No Surrender, se enfrentó a Jeff Hardy en una lucha que acabó en empate debido a que rebasaron el límite de tiempo de 20 minutos y 2 prórrogas de 5 minutos más, por lo que quedaron en empate. Al día siguiente, en Impact!, ambos se volvieron a enfrentar por luchar en la final, pero la lucha acabó en doble pinfall, por lo que ambos pasaron a la final del torneo. Sin embargo, perdió la final en Bound for Glory, ganando Hardy después de atacarle a él y a Anderson con una muleta, revelándose como parte de They.

#### 2011
A pesar de haber perdido, argumentó que, debido a que no fue cubierto, no había ganado ni perdido, pero Jarrett le ordenó retirarse de la lucha libre. Sin embargo, Angle apareció en dos ocasiones en TNA, hasta que hizo su regreso el 6 de enero, firmando con Jarrett una exhibición de artes marciales mixtas en Genesis. En el evento, ambos se enfrentaron hasta quedar sin resultado, ya que el árbitro paró la lucha debido a que Angle sangraba mucho. Tras esto, el feudo involucró a la exmujer de Kurt y mujer real de Jeff, Karen, quien dijo que la semana siguiente hablarían de su divorcio. La siguiente semana acordaron una lucha en Against All Odds entre él y Jarrett, donde si Jarrett ganaba, Angle les acompañaría a renovar sus votos de casados y si Angle ganaba, le darían la custodia de dos hijos. En el evento, Jarrett derrotó a Angle con un "Roll-Up".
El 3 de marzo en Impact!, Angle acompañó a los Jarrett a su renovación de los votos, pero tras la ceremonia, les intentó atacar con un hacha. Ante esto, la semana siguiente se disculpó regalándole a Jeff una guitarra, pero se la rompió en la cabeza, amenazándole con seguir haciendo lo mismo si no se enfrentaban en Lockdown, en un "Ultra Male Rules" Two out of Three Falls steel cage match, a lo que Jarrett accedió. En Lockdown, Angle ganó la lucha a sumisión, pero fue derrotado en las dos siguientes, perdiendo cuando Karen acudió a ayudar a Jeff a escapar de la estructura. El 12 de mayo en Impact!, Angle reveló a Chyna como su amante para enfrentarse a los Jarrett.

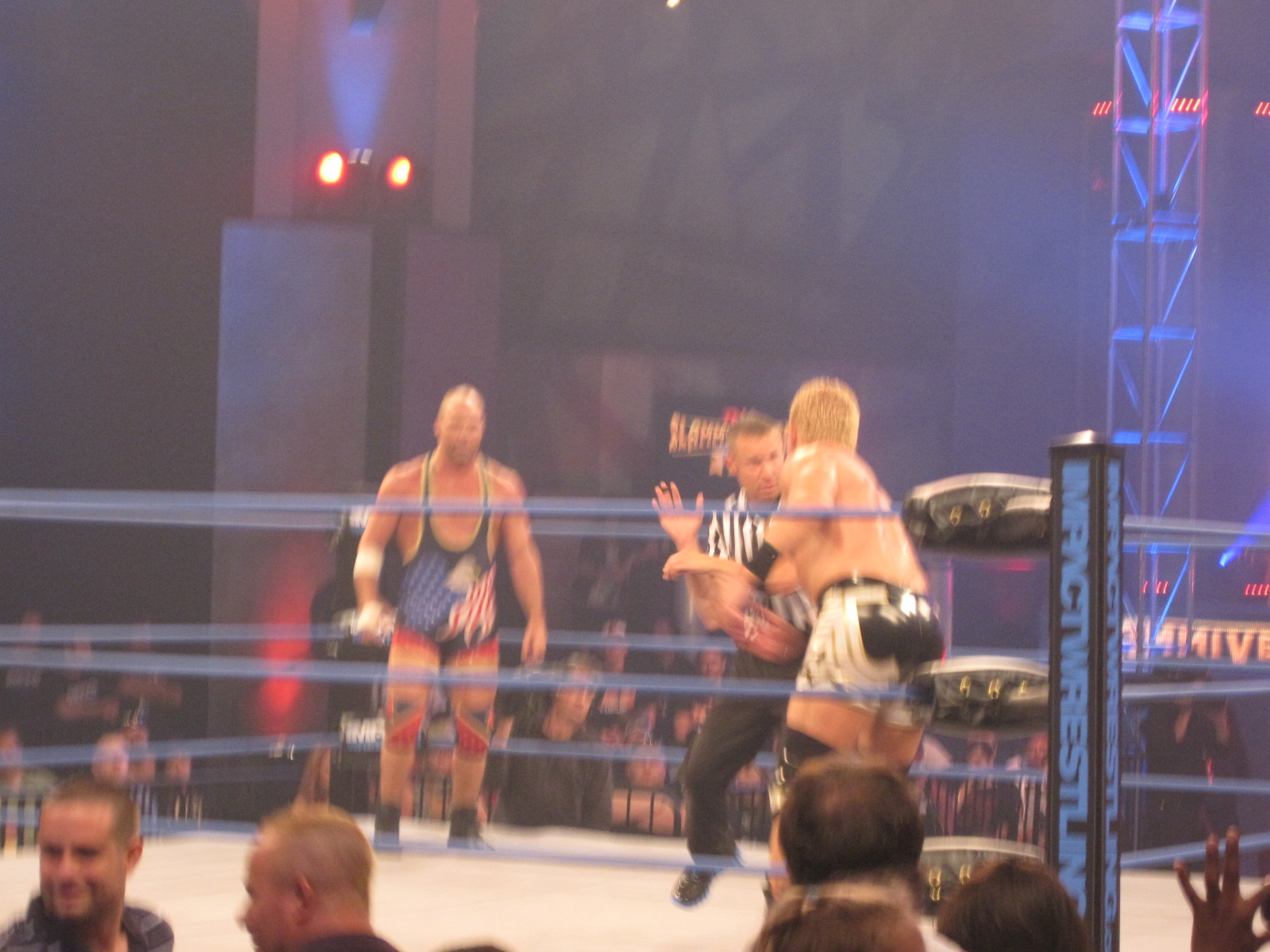
Angle y Jeff Jarrett en Slammiversary IX.

En Sacrifice, ambas parejas se enfrentaron en un combate, ganando Angle & Chyna cuando ella forzó a Karen a rendirse con un Ankle Lock. En Slammiversary IX Angle venció a Jarrett, conservando así su medalla y ganando una oportunidad para el Campeonato Mundial Peso Pesado de la TNA. En Hardcore Justice derrotó a Sting ganando el campeonato, luego de atacarlo con una silla cambiando a heel. Posteriormente durante las semanas siguientes se unió a Immortal. Tras retenerlo en No Surrender ante Sting y Mr. Anderson, empezó un feudo con el ganador del Bound for Glory Series Bobby Roode, a quien derrotó en Bound for Glory, reteniendo el título.
Sin embargo, el 19 de octubre (emitido el 20 de octubre) en Impact Wrestling, lo perdió ante el compañero de Roode, James Storm. Angle regresó el 17 de noviembre en Impact Wrestling, atacando a Storm, revelándose como la persona que le atacó la semana pasada, incidente que le hizo perder el cinturón ante Roode. Ambos se volvieron a enfrentar en Final Resolution, pero Angle salió perdiendo después de que Storm le aplicara un "Last Call Superkick".

#### 2012
En Genesis, Angle y Storm se enfrentaron por tercera vez, ganando Angle después de aplicarle una "Superkick" a Storm. Sin embargo en la siguiente edición de Impact Wrestling, Storm derrotó a Angle en la revancha en una lucha por ser contendiente 1# al Campeonato Mundial Peso Pesado de TNA. Luego de un periodo de inactividad, hizo su regreso el 16 de febrero en Impact Wrestling, interfiriendo en la lucha No Discualification entre el campeón Mundial Peso Pesado de TNA Bobby Roode y Jeff Hardy, costándole a Hardy la lucha. Debido a esto, ambos comenzaron un feudo, enfrentándose en el evento Victory Road, donde Angle derrotó a Hardy luego de cubrirlo apoyándose en las cuerdas. Sin embargo en Lockdown, Angle fue derrotado por Hardy en un Steel Cage Match, acabando el feudo.
Durante las siguientes semanas Angle dejó de mostrar su faceta de Heel, cuando en sus luchas con A.J. Styles interfirieron Christopher Daniels y Kazarian. Finalmente en Sacrifice, Angle derrotó a Styles tras la interferencia de Kazarian y Daniels, quienes luego de la lucha siguieron atacando a Styles, sin embargo Angle ayudó a Styles cambiando a Face.
El 31 de mayo, durante el primer episodio en directo de Impact Wrestling, acudió a ayudar a Styles de una paliza de Kazarian y Daniels, pero fue superado y atacado por ellos. Esto derivó a un combate en Slammiversary, donde Angle & Styles derrotaron a Christopher Daniels & Kazarian, ganando los Campeonatos Mundiales en Parejas de TNA. En el siguiente Impact Wrestling, fue introducido como parte del Bound for Glory Series.
El 28 de junio, Angle & Styles perdieron los campeonatos frente a los excampeones después de que Kazarian atacara a Styles con una silla. En Destination X enfrentó a Samoa Joe por el Bound for Glory Series pero perdió al quedar nocaut cuando recibió un Coquina Clutch. En Hardcore Justice, tuvo otro combate del BFG Series, un Ladder match contra Joe, Styles y Daniels por 20 puntos. Sin embargo, volvió a ser derrotado. El 30 de agosto en Impact Wrestling tuvo su último combate del torneo Bound for Glory Series, perdiendo ante Jeff Hardy, impidiendo que pasara a las semifinales. Tras esto, volvió a luchar junto a Styles en No Surrender contra los Campeones Mundiales en Parejas Daniels & Kazarian, sin éxito. Ambos tuvieron otra oportunidad por los títulos en Bound for Glory en un combate en el que también se incluían a Chavo Guerrero, Jr. & Hernández, ganando estos últimos. El 25 de octubre en Impact Wrestling obtuvo una oportunidad por el Campeonato Mundial de Peso Pesado contra Jeff Hardy, pero no logró ganar, esa misma noche fue víctima de un ataque de Aces & Eights. Esto llevó a que en Turning Point se enfrentara a uno de los miembros de Aces & Eights, Devon, a quien derrotó por sumisión. En Final Resolution formó equipo con Samoa Joe, Garett Bischoff y Wes Brisco derrotando a Aces & Eights. El 20 de diciembre en Impact Wrestling obtuvo una lucha por el Campeonato de la Televisión, pero fue derrotado por Devon tras la interferencia de Aces & Eights.

#### 2013
El 31 de enero en Impact Wrestling desde Mánchester, Inglaterra, Angle derrotó a Mr. Anderson en un Steel Cage Match, pero tras la lucha fue traicionado por Wes Brisco y Garett Bischoff quienes se revelaron como miembros de Ases & Eights. En Lockdown enfrentó a Brisco en un Steel Cage Match pero fue derrotado luego de la interferencia de D-Lo Brown, quien era el vicepresidente el stable. Dos semanas después, se enfrentó a sus dos pupilos, Garrett y Brisco en una lucha en desventaja, pero fue derrotado después de que Aces & Eights distrajeran al árbitro y Garrett le atacara por la espalda. El 2 de mayo de 2013, en Impact Wrestling, derrotó al Vicepresidente del grupo, D'Lo Brown, en un "I Quit" match, esta victoria ocacionaria la salida de Brown del stable. Durante las siguientes semanas Angle comenzó una rivalidad con AJ Styles debido a que Styles no tenía ninguna intención de ayudar a TNA en contra de Aces & Eights, por lo cual lo enfrentó en Slammiversary XI donde logró ganar, en ese mismo evento Angle fue anunciado como el segundo miembro en ser inducido al salón de la fama de TNA. La semana siguiente, Angle y Styles volvieron a enfrentarse, esta vez por una plaza en las Bound for Glory Series. Sin embargo, debido a la interferencia de Aces & Eights, fue derrotado. El 20 de junio en Impact Wrestling, Angle se dio a conocer como uno de los integrantes de la nueva Main Event Mafia reorganizada por Sting para exterminar a Aces & Eights, debido a su derrota ante Styles. Sin embargo, el 2 de agosto entró en rehabilitación, debido a que había sido detenido conduciendo ebrio. Hizo su regreso el 17 de octubre en Impact Wrestling, interrumpiendo la ceremonia de intrducción de Bobby Roode al EGO Hall of Fame, ya que le había insultado por ser él el introducido en el TNA Hall of Fame, retándole a un combate en Bound for Glory. Sin embargo, en el evento, Angle fue derrotado después de que, al aplicarle a Roode un Super Angle Slam, no pudiera levantarse, permitiendo a Roode hacerle la cuenta.

#### 2014
El 6 de febrero, Angle tuvo un combate contra Magnus. Ganó por descalificación tras ser atacado por EC3, haciéndole una llave en la pierna y lesionando la rodilla. El 27 de febrero, Angle aceptó su inducción al Salón de la Fama de TNA, pero la ceremonia fue interrumpida por EC3, quien fue atacado por Angle. La semana siguiente, Angle fue atacado de nuevo por Ethan Carter III, dañando severamente ambas rodillas y perdiendo la oportunidad de luchar en Lockdown. Angle volvió el 17 de abril clamando venganza. El 24 de abril, tras ganar Kurt a Rockstar Spud en un combate, EC3 atacó a Angle, pero Willow lo salvó. En Sacrifice, Willow y Kurt Angle derrotaron a Ethan Carter III y Rockstar Spud. En mayo, Angle recibió cirugía reparadora del ligamento cruzado anterior.
El 20 de junio, Angle fue nombrado el director Ejecutivo de Operaciones de Wrestling en TNA por el Comité de Directores de TNA. Anunció una revancha por el Campeonato Mundial de Peso Pesado de TNA para el episodio del 3 de julio de Impact Wrestling entre Lashley y Eric Young, además de reinstaurar a Bobby Roode, quien fue suspendido indefinidamente por MVP. Kurt retiró el Campeonato Televisivo de TNA, el cual no estaba activo desde que Abyss lo ganó en Slammiversary XI. El 18 de septiembre (siendo televisado el 29 de octubre por el retraso de grabaciones), Angle fue árbitro del combate por el Campeonato Mundial de TNA entre Bobby Roode y Lashley. El 21 de septiembre, el contrato de Angle con TNA expiró, terminando una relación de ocho años con la empresa. Angle comentó un regreso a WWE, pero le ofrecieron un contrato a tiempo completo, así que Angle lo rechazó para quedarse en TNA a tiempo parcial.

### WWE (2017-presente)

#### 2017

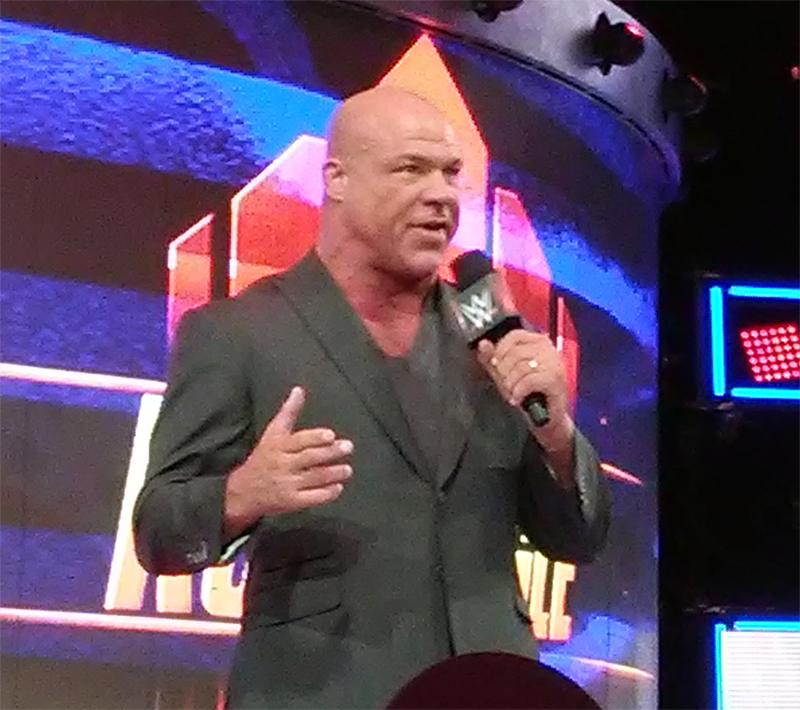
Angle como gerente general de Raw

En el 2017 fue introducido en el Salón de la Fama de la WWE. Kurt Angle ha estado peleando en la escena independiente en los últimos meses. Su último gran combate se celebró el 12 de febrero en el evento de WCPW "True Destiny". Su rival fue Alberto "El Patrón" y la pelea tuvo buenas críticas, pese al evidente bajón físico de Angle. Su próximo combate se celebrará el 3 de marzo en el show que la compañía Northeast Wrestling celebrará en Waterbury, Connecticut, donde se enfrentará a Cody Rhodes en un Steel Cage Match. En el RAW del 3 de abril de 2017, fue nombrado gerente general de la marca por Vince McMahon. En la edición de Raw del 17 de julio de 2017, Kurt reveló el secreto que había entre Corey Graves y el, presentando a todo el Universo que Jason Jordan es su hijo legítimo producto de un romance de la Universidad (Kayfabe), disolviendo a American Alpha, excampeones en parejas de la NXT y excampeones en parejas de la marca Smack Down Live. También presentó la misma noche que Jason será el nuevo integrante de marca Raw.
El 20 de octubre se anunció en WWE.com que Angle volvería al ring de WWE luego de 11 años, para ocupar el lugar de Roman Reigns debido a problemas médicos, para formar alianza con Dean Ambrose y Seth Rollins miembros de The Shield, para enfrentar a The Miz, Cesaro, Sheamus, Braun Strowman, y Kane en un 5-contra-3 handicap Tables, Ladders, and Chairs match en el evento TLC: Tables, Ladders & Chairs. Angle, Ambrose y Rollins salieron vencedores cuando Angle cubrió a The Miz tras ejecutar un Angle Slam, seguido de un movimiento característico del Shield, el triple power-bomb (Kurt tomó el lugar de Roman Reigns). Durante el combate, Angle se retiró de la escena principal debido a un powerslam ejecutado por Braun Strowman atravesando una mesa.
En el Raw siguiente, Angle inició el camino a Survivor Series estipulando que los campeones de Raw se enfrentarían a los campeones de SmackDown!, y que habría dos Survivor Series Matches entre dos equipos de cada marca, uno masculino y otro femenino. Esa misma noche, gran parte del roster de SmackDown, comandados por Shane McMahon rodeó el ring con Angle en él. McMahon confrontó a Angle y bajo la premisa "Under Siege" (Bajo asedio), ordenó al elenco de SmackDown atacar al de Raw.
La semana siguiente, una furiosa Stephanie McMahon responsabilizó a Angle por el ataque de su hermano y del elenco de SmackDown, y en represalia, lo nombró capitán del equipo masculino de Raw. al final del programa, anunció a Braun Strowman como primer integrante del equipo de Raw
Luego, en el show siguiente y tras presenciar una lucha entre Finn Bálor y Samoa Joe, Angle decidió que ambos formen parte del equipo. Y como miembro final, eligio a su propio hijo Jason Jordan, decisión cuestionada por el público. En ese mismo programa, The Bar(Sheamus y Cesaro) vencieron a los miembros de The Shield, Seth Rollins y Dean Ambrose ganando el Campeonato de Parejas de Raw, tras una interrupción de The New Day (Kofi Kingston, Big E y Xavier Woods). Al escuchar a los miembros de New Day anunciando la segunda parte del "Under Siege", Angle movilizó al elenco de Raw para proteger el ring, pero el stable de SmackDown se burló de ellos y huyó.
En el Raw del 13 de noviembre, Stephanie volvió a confrontar a Angle, reprochándole por la presencia de New Day y por la inclusión de Jordan en el equipo de Raw mientras su hermano Shane había podido reclutar a John Cena para el de SmackDown. Pero The Shield interrumpió y apoyó a Angle, cuestionando la prolongada ausencia de Stephanie. Después, Angle intentó comunicarle a su hijo la decisión de reemplazarlo por la lesión (kayfabe) que sufrió en su lucha con Bray Wyatt, sin embargo, Triple H regresó y se incluyó a sí mismo como reemplazante de Jordan, atacando con un "Pedigree" a este último.
Al día siguiente, en SmackDown, Angle consiguió revertir el "Under Siege", cuando él y el elenco de Raw invadió el show, atacando al elenco del show azul. Angle mismo remató a McMahon con un "Angle Slam", alternando entre dos "Triple Powerbombs" de The Shield

#### 2018
En Elimination Chamber, Angle, junto con Stephanie y Triple H, estarían presentes cuando Ronda Rousey firmara su contrato con Raw, donde Angle plantearía el enfrentamiento que Stephanie y Triple H tuvieron con Rousey y The Rock en WrestleMania 31 y que ambos quiero manipularla Esto provocaría que Rousey coloque a Triple H en una mesa y sea abofeteada por Stephanie antes de firmar su contrato. La noche siguiente en Raw , Angle alegaría que las acusaciones que hizo eran falsas para mantener su trabajo antes de ser atacado por Triple H. Como resultado, la semana siguiente, Angle se organizó para unirse a Rousey contra Triple H y Stephanie en un combate por parejas mixto en WrestleMania 34.
Regresó en el capítulo del 8 de octubre de RAW en una Batalla Real disfrazado de un luchador llamado "El Conquistador", eliminando al último a Baron Corbin

#### Apariciones esporádicas (2019-presente)
El 18 de marzo en Raw, Angle escogió a Baron Corbin como su rival en WrestleMania. En su corrida final derrotó a Apollo Crews, Chad Gable, Samoa Joe y cayó por descalificación ante su gran rival en TNA, A.J. Styles. En WrestleMania 35 se despidió del ring con una derrota sorpresiva ante Corbin. En el Monday Night Raw del día siguiente volvió para atacar a Baron Corbin, después del ataque Angle fue atacado por Lars Sullivan quién hizo su debut en RAW.
El 15 de abril de 2020, Angle fue liberado de su contrato de WWE junto con otros diez empleados como resultado de los recortes presupuestarios.

#### 2020
En el episodio de NXT el 27 de mayo, Angle, después de ser resumido, hizo una aparición como árbitro especial en el combate Fight Pit entre Matt Riddle y Timothy Thatcher que ganó este último. En el episodio de SmackDown del 29 de mayo, Angle apareció entre bastidores para promover el próximo debut de Matt Riddle en el programa.

#### 2022
En el episodio del 27 de junio de 2022 de Raw, Angle hizo una aparición a través de un mensaje de video para felicitar a John Cena por sus 20 años de carrera.
Angle aparecería en el episodio del 29 de agosto de Raw, que tuvo lugar en su ciudad natal de Pittsburgh, luciendo su antiguo atuendo del Team Angle. Se metió en un altercado con Alpha Academy (Chad Gable y Otis) antes de ser ayudado por The Street Profits (Angelo Dawkins y Montez Ford), lo que llevó a una lucha por equipos entre los dos equipos con la estipulación de que si Alpha Academy ganaba, Angle tendría que unirse a ellos. The Street Profits ganarían el combate y luego, Angle celebró con ellos bebiendo leche. Más tarde en la noche, Angle se reunió con Edge detrás del escenario y él le haría una broma con imágenes manipuladas que contenían lemas burlones en la parte posterior de ellas de una manera similar a un segmento que el dúo tuvo en 2002.
Angle hizo su siguiente aparición en el episodio del 9 de diciembre de SmackDown, donde celebró su 54 cumpleaños. Interactuó con varias superestrellas en el backstage, incluyendo su hijo Jason Jordan, antes de volver a meterse en un altercado con Alpha Academy al final del show durante su celebración en el ring. Angle sería ayudado por Gable Steveson, quien condujo un camión de leche hasta el ring, con los dos rociando Alpha Academy con leche de una manguera, imitando el famoso segmento de Angle de 2001. Después de que el programa salió del aire, Rey Mysterio dirigió a las superestrellas y al público a cantar "Feliz cumpleaños" a Angle.

#### 2023-presente

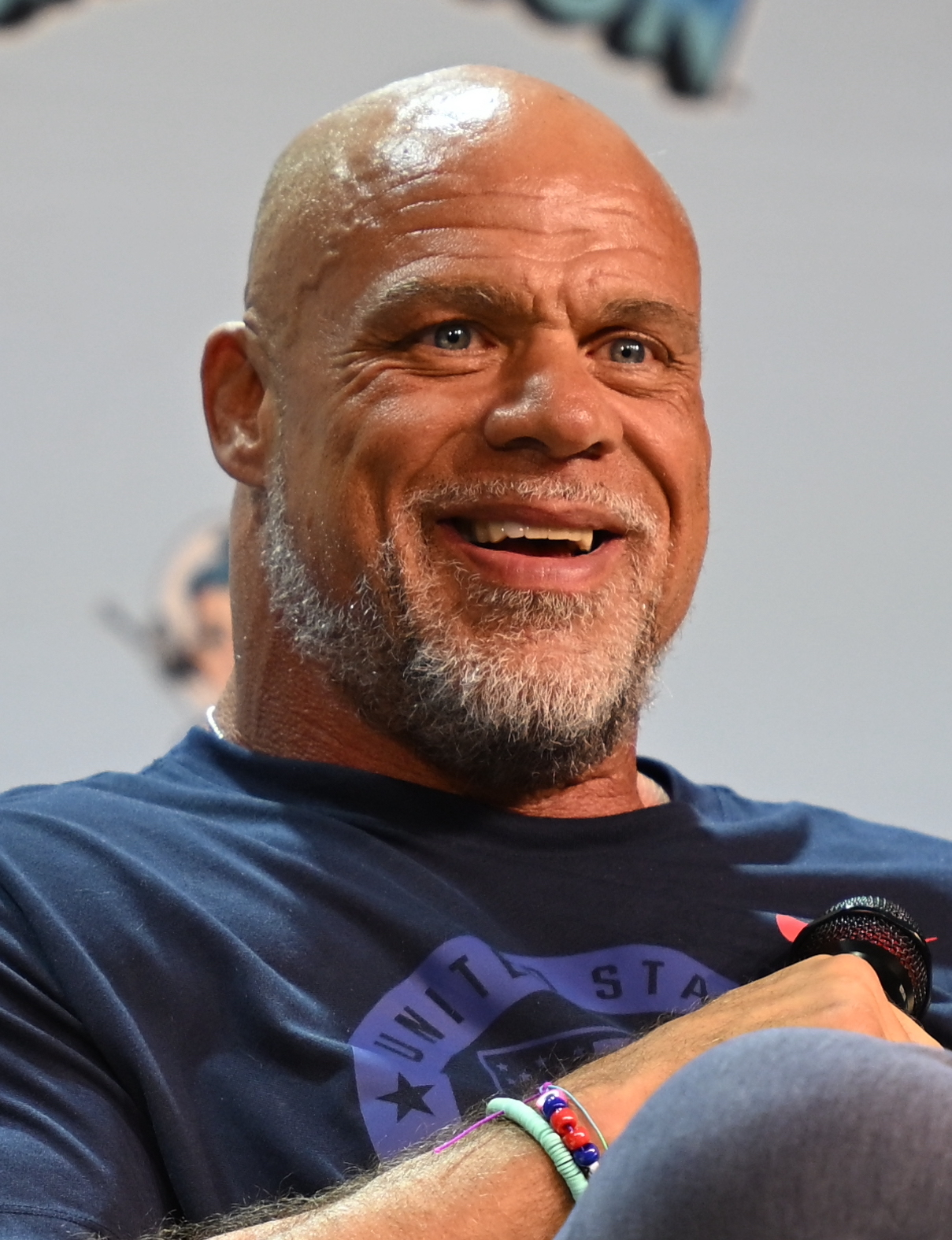
Angle en GalaxyCon Raleigh en 2024.

En Raw is XXX el 23 de enero de 2023, Angle apareció en un segmento con D-Generation X (Triple H, Shawn Michaels, Road Dogg y X-Pac) antes de servir como árbitro invitado especial en una lucha en equipos de seis hombres que involucró a The Street Profits y Seth Rollins contra Imperium (Gunther, Ludwig Kaiser y Giovanni Vinci), que ganó el ex equipo.

## En lucha

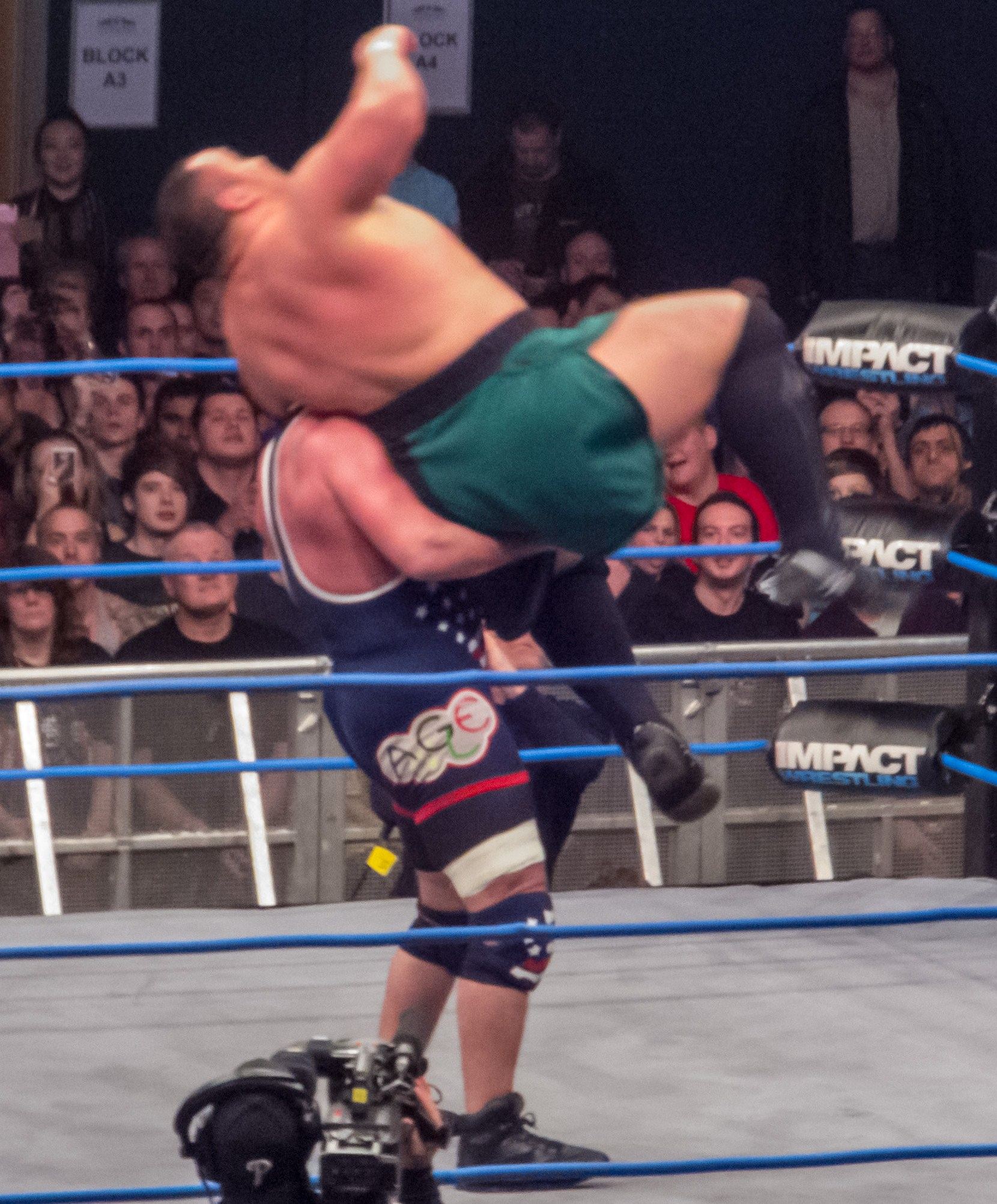
Kurt Angle aplicándole su "Olympic Slam" a Samoa Joe.

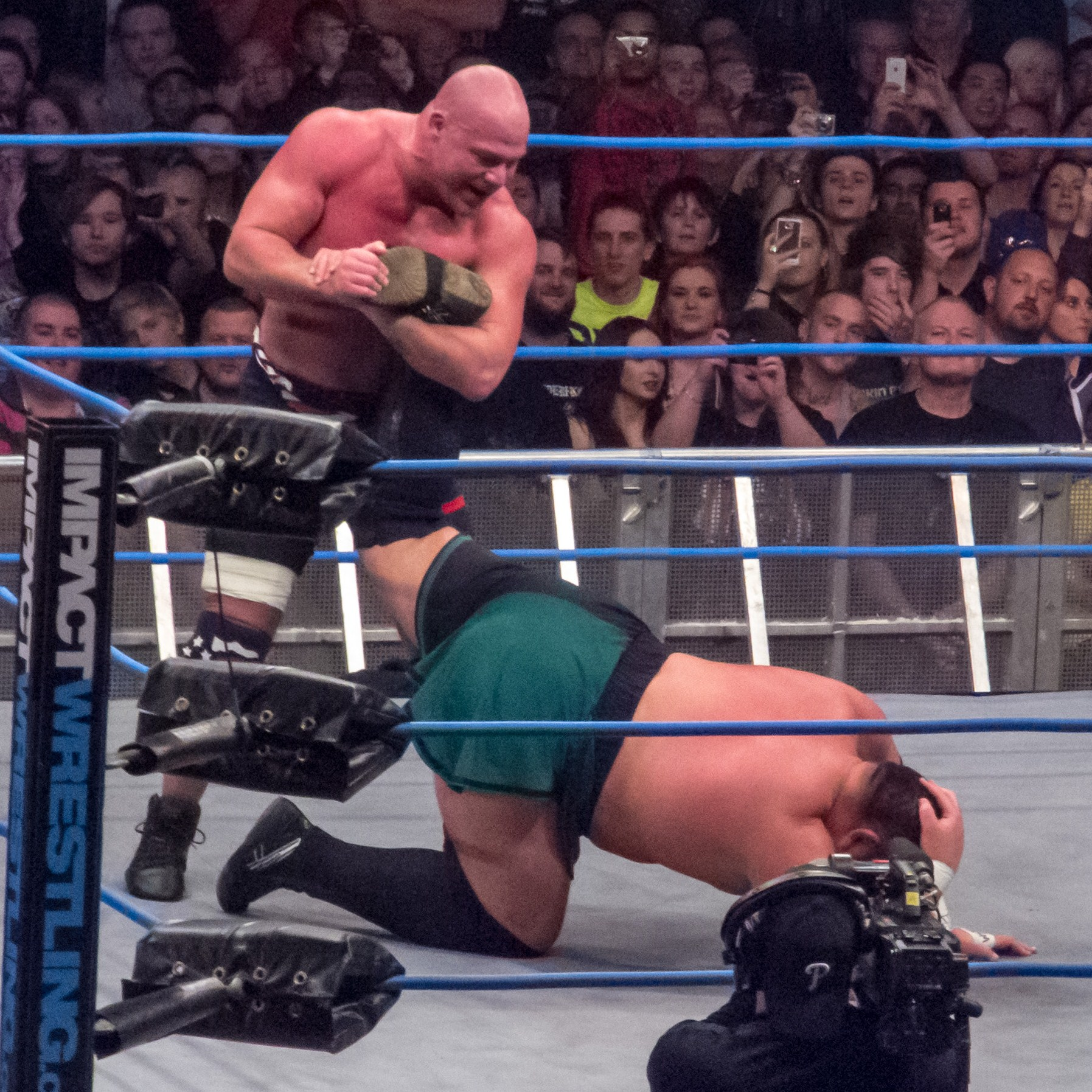
Kurt Angle aplicando su "Ankle Lock" a Samoa Joe.

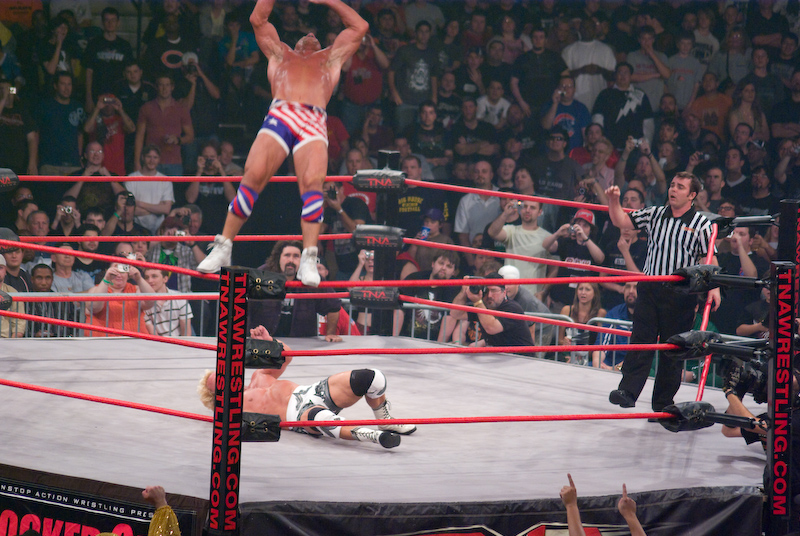
Angle aplicando su "Moonsault" a Jeff Jarrett.

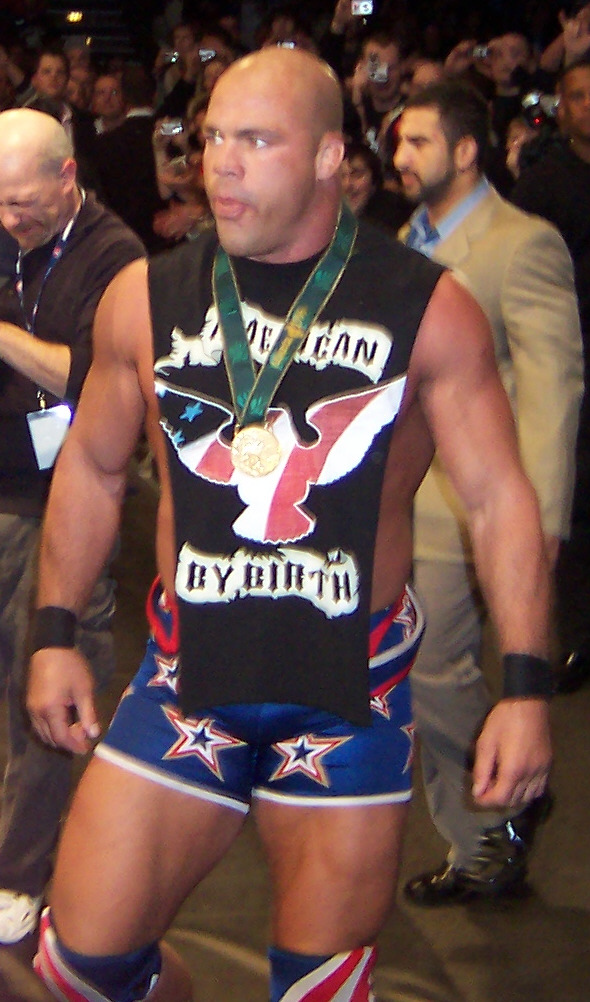
Kurt Angle con su antiguo mánager Daivari.

### Movimientos finales y de firma
- Angle Lock (Ankle lock) - 2001-presente
- Angle Slam (Olympic slam, a veces desde una posición elevada) - innovado
- Crossface chickenwing - 2000; adoptado de Bob Backlund

### Movimientos de firma
- Bodyscissors
- Double leg takedown
- Headbutt
- Diving moonsault
- Sleeper hold
- Cloteshline
- Neckbreacker
- Pendulum backbreacker
- European uppercut
- Varias variaciones de suplex:
  - Bridging / Release belly to back[1]
  - Bridging / Release / Rolling German[152]
  - Overhead belly to belly,[1] a veces desde la tercera cuerda
- Triangle choke

### Mánager
- Bob Backlund
- Paul Heyman
- Shane McMahon
- Stephanie McMahon
- Trish Stratus
- Luther Reigns
- Mark Jindrak
- Daivari
- Tomko
- Karen Angle
- Kevin Nash
- Frank Trigg

### Apodos
- «The Olympic Hero» (WWE)[1]
- «The American Hero» (WWE / New Japan Pro-Wrestling)
- «The Wrestling Machine» - WWE
- «The Olympic Gold Medalist»
- «The Wrestling Hero» - WWE
- «The Only Olympic Gold Medalist in WWE History» - WWE
- «The Only Olympic Gold Medalist in Professional Wrestling»
- «The Godfather of The Main Event Mafia» - TNA
- «The Cyborg» - TNA

## Campeonatos y logros

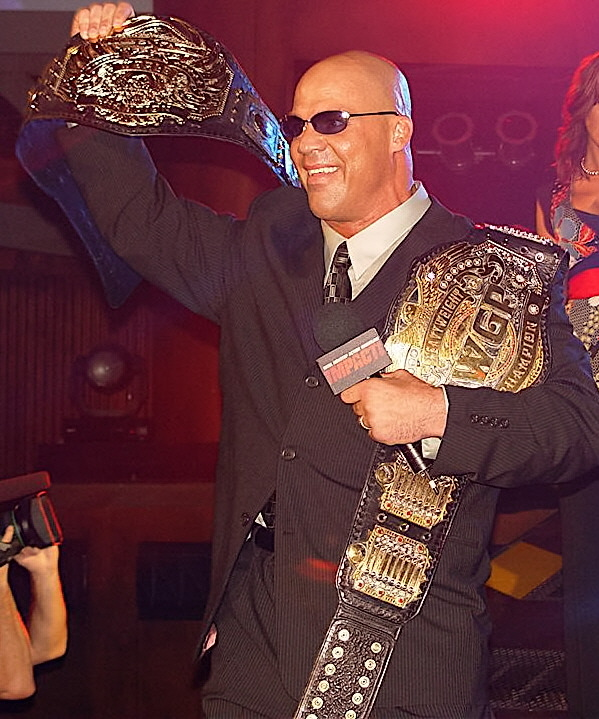
Angle levantando el Campeonato Mundial Peso Pesado de la TNA y con el Campeonato del Tercer Título de la IWGP.

### New Japan Pro-Wrestling
- IWGP Third Belt Championship (1 vez)

### Total Nonstop Action Wrestling
- TNA World Heavyweight Championship (6 veces)
- TNA X Division Championship (1 vez)
- TNA World Tag Team Championship (2 veces) - con Sting (1) y A.J. Styles (1)
- King of the Mountain (2007, 2009)
- Triple Crown Champion (1 vez, segundo)
- TNA Hall of Fame (2013)
- TNA Year End Awards (5 veces)
  - Who to Watch in 2007 (2006)
  - Memorable Moment of the Year (2006) Debut at No Surrender
  - Feud of the year (2006, 2007) vs Samoa Joe
  - Match of the Year (2007) vs Sting at Bound for Glory

### World Wrestling Federation/Entertainment
- WWF/E Championship (4 veces)
- World Heavyweight Championship (1 vez)
- WCW Championship (1 vez)
- WWF Intercontinental Championship (1 vez)
- WWE United States Championship (1 vez)
- WWF European Championship (1 vez)
- WWF Hardcore Championship (1 vez)
- WWE Tag Team Championship (1 vez, inaugural) - con Chris Benoit
- King of the Ring (2000)
- Triple Crown Championship (décimo)
- Grand Slam Championship (quinto)
- WWE Hall of Fame (2017)

### Pro Wrestling Illustrated
- Luchador del año (2003)[203]
- Lucha del año (2003) vs. Brock Lesnar (SmackDown!, 16 de septiembre)
- Lucha del año (2005) vs. Shawn Michaels (WrestleMania 21, 3 de abril)
- Feudo del año (2000) vs. Triple H[204]
- Feudo del año (2003) vs. Brock Lesnar[204]
- Feudo del año (2007) vs. Samoa Joe[204]
- Luchador más popular del año (2003)[205]
- Luchador más odiado del año (2000)[206]
- Luchador más inspirador del año (2001)[207]
- Rookie del año (2000)[208]
- Retorno del año (2003)[209]
- Situado en el N.º 13 en los PWI 500 de 2000[210]
- Situado en el N.º 1 en los PWI 500 de 2001[211]
- Situado en el N.º 6 en los PWI 500 de 2002[212]
- Situado en el N.º 3 en los PWI 500 de 2003[213]
- Situado en el N.º 36 en los PWI 500 de 2004[214]
- Situado en el N.º 6 en los PWI 500 de 2005[215]
- Situado en el N.º 2 en los PWI 500 de 2006[216]
- Situado en el N.º 4 en los PWI 500 de 2007[217]
- Situado en el N.º 2 en los PWI 500 de 2008[218]
- Situado en el N.º 12 en los PWI 500 de 2009[219]
- Situado en el N.º 9 en los PWI 500 de 2010[220]
- Situado en el N.º 18 en los PWI 500 de 2011[221]
- Situado en el N.º 8 en los PWI 500 de 2012[222]
- Situado en el N.º 23 en los PWI 500 de 2013[223]
- Situado en el N.º 48 en los PWI 500 de 2014[224]
- Situado en el N.º 25 en los PWI 500 de 2015[225]

### Wrestling Observer Newsletter
- WON Luchador del Año - 2002
- WON Luchador más destacado - 2001
- WON Luchador más destacado - 2002
- WON Luchador más destacado - 2003
- WON Mejor personaje - 2000, Héroe olímpico
- WON Feudo del año - 2003, vs. Brock Lesnar
- WON Luchador que más ha mejorado - 2000
- WON Mejor en entrevistas - 2002
- WON Mejor luchador técnico - 2002
- WON Lucha del año - 2002, con Chris Benoit vs. Rey Mysterio y Edge (No Mercy, 20 de octubre de 2002)
- Salón de la Fama - inducido el 2004
- Situado en el N.º 1 del WON Luchador de la década (2000–2009)[226]
- Situado en el N.º 2 del WON Luchador más destacado de la década (2000–2009)[226]
- Situado en el N.º 5 del WON Mejor en entrevistas de la década (2000–2009)[226]
- Situado en el N.º 9 del WON Luchador más carismático de la década (2000–2009)[226]